# Tanjong Baro
Tanjong Baro is een bestuurslaag in het regentschap Bireuen van de provincie Atjeh, Indonesië. Tanjong Baro telt 802 inwoners (volkstelling 2010).